# Locarn
Locarn (bretonisch Lokarn) ist eine französische Gemeinde mit 421 Einwohnern (Stand: 1. Januar 2022) im Département Côtes-d’Armor in der Region Bretagne. Sie gehört zum Arrondissement Guingamp und zum Kanton Rostrenen. Zudem ist der Ort Mitglied des 1993 gegründeten Gemeindeverbands Kreiz-Breizh. Die Einwohner werden Locarnots/Locarnotes genannt.

## Geographie
Locarn liegt etwa 52 Kilometer südwestlich von Saint-Brieuc im Südwesten des Départements Côtes-d’Armor. Im Süden und Südosten wird das Gemeindegebiet vom Flüsschen Kersault begrenzt, im Norden verläuft der Corong.

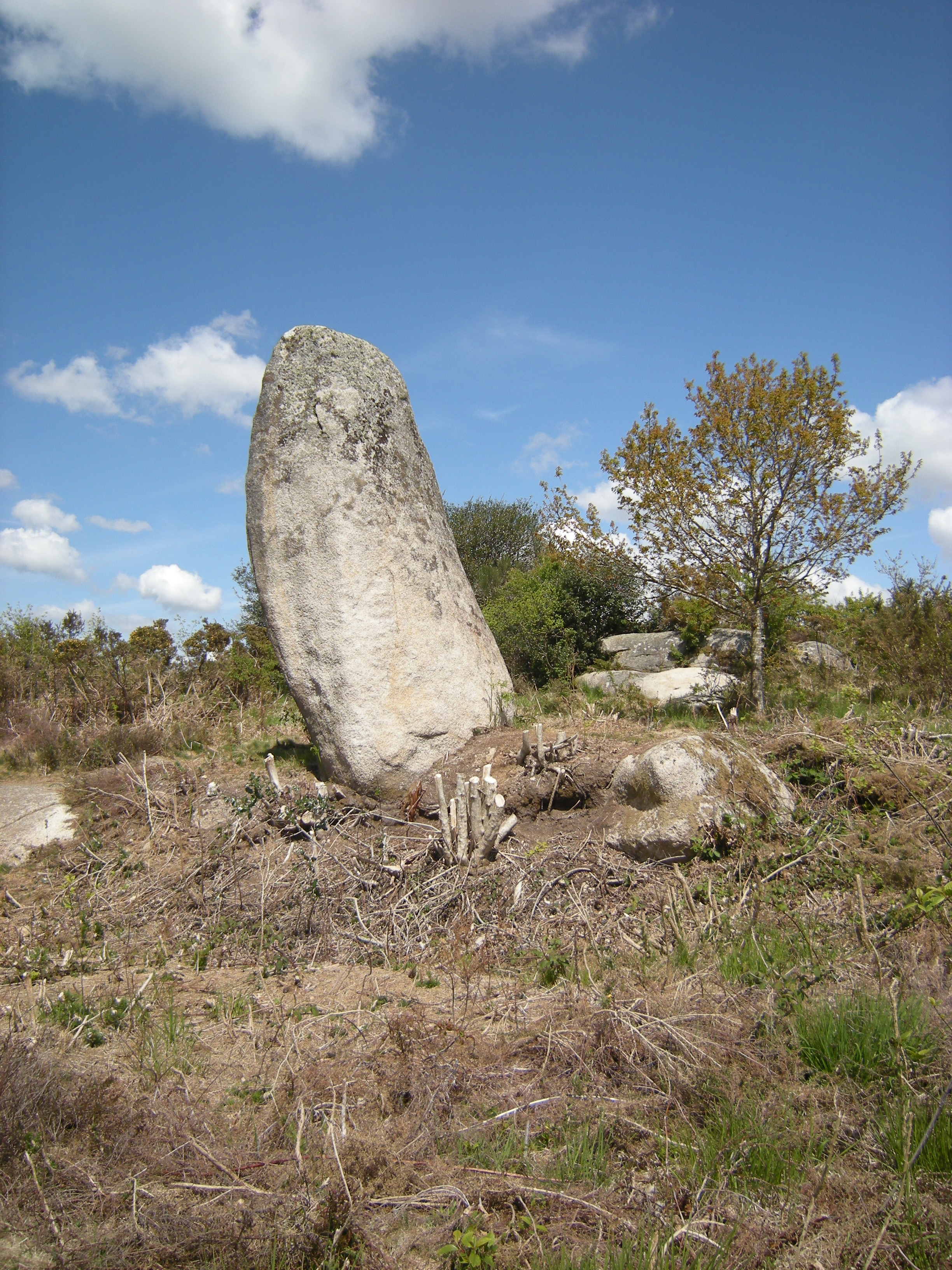
Menhir von Quélénec

## Bevölkerungsentwicklung
| Jahr                       | 1793 | 1800 | 1806 | 1821 | 1851 | 1872 | 1891 | 1896 | 1911 | 1962 | 1968 | 1975 | 1982 | 1990 | 1999 | 2006 | 2012 |
| Einwohner                  | 1159 | 1111 | 1340 | 1209 | 1768 | 1534 | 1678 | 1543 | 1763 | 972  | 860  | 695  | 575  | 525  | 457  | 511  | 459  |
| Quellen: Cassini und INSEE |      |      |      |      |      |      |      |      |      |      |      |      |      |      |      |      |      |

## Baudenkmäler
Siehe: Liste der Monuments historiques in Locarn